# Данијел Драгојевић
Данијел Драгојевић (Вела Лука, 28. јануар 1934 — Загреб, 19. фебруар 2024) био је хрватски књижевник, сценариста и уредник на радију.

## Биографија
Родио се 28. јануара 1934. године у Велој Луци на острву Корчули. Био је један од најважнијих хрватских писаца. Утицао је на генерације хрватских аутора својим текстовима, песмама, посебним стилом и бескомпромисним држањем. Добитник бројних домаћих и међународних књижевних награда, између којих: Горанове награде 2005. за књигу Жамор, Награде Владимир Назор 1981. године, Змајеве награде 1981. за књигу Раздобље карбона, награде Бранко Миљковић за књигу "Природопис" 1974. године, и других. Драгојевић је остао доследан свом ставу да избегава сваку врсту публицитета.

## О поезији
Данијел Драгојевић песник је једног смирујућег, али опет проактивног става према стварима које нас окружују. Он није песник који кокетира с тугом, очајем, безнађем. Код њега се апстрактно третира као конкретно. Драгојевић је посматрач очевидног и очитог. Његове песме су мудре, он се, као сваки велики песник саживљује с њима, не радећи напречац. Његов најчешћи мотив су непокретне слике, а не слике у покрету. Управо ти статични мотиви упозоравају читатеља да се радња песме одиграва и догађа у самом тексту. Нагласак ставља на сада, на реални живот. Он није песник бунта и боли, одбацује сваку могућност полемике с идеологијом да би засновао поезију, он пропагира слободу, кроз гесту слободе саме.

## Дела

### Књиге
- Корњача и други предјели (поезија), Матица хрватска, Сплит, 1961;
- У твом стварном тијелу (поезија), Напријед, Загреб, 1964;
- Свјетиљка и спавач (поезија), Напријед, Загреб, 1965;
- Невријеме и друго (поезија), Разлог, Загреб 1968;
- Бијели знак цвијета (поезија), издање аутора, Загреб 1969;
- О Вероници, Безлебубу и куцању на незвјесна врата (проза), Матица хрватска, Загреб, 1970,
- Бајка о вратима (проза), Загреб 1972;
- Четврта животиња (поезија), Напријед, Загреб, 1972,
- Природопис (поезија), Библиотека Тека, Загреб, 1974;
- Измишљотине (проза), Напријед, Загреб 1976,
- Раздобље карбона (поезија), Центар за културну дјелатност омладине, Загреб, Загреб 1981;
- Расути терет (проза), Нолит, Београд 1985,
- Звјездарница (поезија), Хрватска свеучилишна наклада, Загреб 1994,
- Цвјетни трг (проза), Дуриеуx, Загреб 1994,
- Ходање уз пругу (поезија), Матица хрватска, Загреб 1997.
- Жамор (поезија), Меандар, Загреб, 2004 (Горанова награда за најбољу књигу, 2005)
- Негдје (поезија), Фрактура, Загреб 2013
- Касно љето (поезија), Фрактура, Загреб 2018.

### Филмски сценарији
- Јутро чистог тијела (1969), режисер: Богдан Жижић

### Монографије
- Коста Ангели Радовани, Мала ликовна библиотека св XIX, Напријед, Загреб, 1961.

### Чланци и есеји (избор)
- Неки себезнани немир, Књижевна трибина, Загреб, сијечањ 1959.
- Постоји ли криза далматинске скулптуре. Слободна Далмација, Сплит 24.9. 1960.
- Коста Ангели Радовани, Медитеран чистог људског тијела, Ослобођење, Сарајево 24.11. 1963.
- Коста Ангели Радовани – Материја и тијело (Спектар), Телеграм, Загреб,28.11. 1969.